# نوياكيرت (أرارات)
مدينة نوياكيرت (بالأرمينية:Նոյակերտ) (بالإنجليزية: Noyakert)‏ هي إحدى المدن التابعة لمقاطعة أرارات في أرمينيا. يقدر عدد سكانها بـ 2411 نسمة حسب الإحصاء الذي جرى عام 2011.